# 朝日工業
朝日工業株式会社（あさひこうぎょう、英文社名  Asahi Industries Co., Ltd.）は、東京都豊島区に本社を置く電気炉メーカー。主に異形棒鋼の製造を行っている。鉄鋼建設資材事業比率70％。

## 事業内容
- 異形棒鋼、構造用鋼の製造・販売
- ねじ節鉄筋の製造・販売
- 有機肥料、無機肥料の製造・販売
- 園芸肥料の製造・販売、園芸関連商品の販売
- 野菜等種子の生産・販売
- 乾牧草の輸入・販売

## 沿革
- 1935年（昭和10年） - 前身である朝日化学肥料株式会社が兵庫県尼崎市に創立。
- 1960年（昭和35年） - 朝日化学肥料が日本ニッケル株式会社の鉄鋼部門を吸収し、社名を西武化学工業株式会社に変更。
- 1985年（昭和60年） - 西武化学工業、朝日食品、丸上が合併し、社名を朝日工業株式会社に変更。
- 1991年（平成3年） - 農業資材・鉄鋼建設資材事業を朝日工業に、食品事業を朝日食品工業に分割。
- 2005年（平成17年） - JASDAQ（現・東証スタンダード）上場。
- 2018年（平成30年） - 合同製鐵が朝日工業に対するTOBを実施することを発表。公正取引委員会の企業結合審査が完了次第、合同製鐵によるTOBが開始される予定。同時に監理銘柄へ指定[3][4][5]。
- 2019年（平成31年/令和元年） - 合同製鐵によるTOBが成立し、同社の連結子会社となる。7月23日にJASDAQ上場廃止となり、7月25日に株式併合を行い、合同製鐵の完全子会社となる[6][7]。

## 事業所
- 本社 - 東京都豊島区東池袋3-23-5 Daiwa東池袋ビル
- 埼玉事業所・埼玉工場（鉄鋼）・関東工場（肥料） - 埼玉県児玉郡神川町渡瀬222
- 千葉工場（肥料） - 千葉県旭市さくら台1-13
- 大阪事業所（肥料） - 大阪府大阪市北区西天満1-2-5 大阪JAビル
- 関西工場（肥料） - 滋賀県甲賀市水口町水口6776

## 関係会社
- 株式会社上武（2011年3月に上武産業と上武エコ・クリーンが合併）
- 朝日ビジネスサポート株式会社